# Дом молитвы

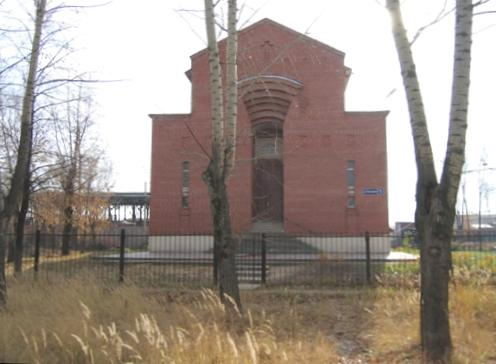
Дом молитвы пятидесятнической церкви «Благая Весть» в Нижнем Новгороде

Дом моли́твы (молитвенный дом, молельный дом) — название религиозного сооружения у старообрядцев некоторых согласий, а также евангельских христиан (баптистов, пятидесятников), адвентистов седьмого дня, Свидетелей Иеговы (синоним — Зал царства) и некоторых других христианских деноминаций. В молитвенном доме верующие проводят различные богослужения и собрания, в том числе основные воскресные (или субботние) богослужения и бракосочетания членов церковной общины. 

## Этимология
Название взято непосредственно из Библии, где относится к Иерусалимскому храму:

Ибо дом Мой назовётся домом молитвы для всех народов.— Ис. 56:7

И говорил им: написано, — дом Мой домом молитвы наречётся.— Мф. 21:13

И учил их, говоря: не написано ли: дом Мой домом молитвы наречётся для всех народов?— Мк. 11:17

Говоря им: написано: дом Мой есть дом молитвы.

## Устройство у протестантов

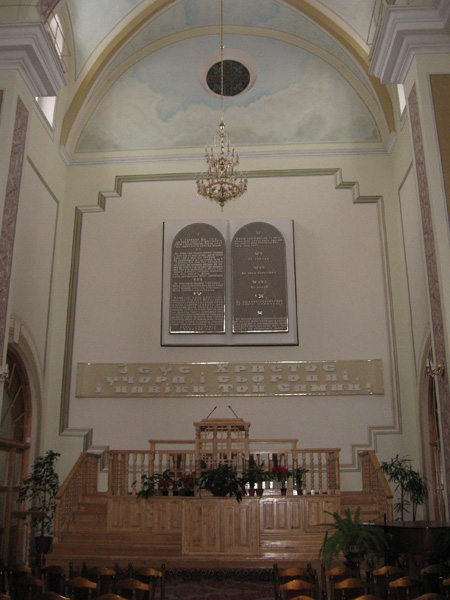
Зал собраний в молитвенном доме адвентистов седьмого дня

Нередко молитвенный дом объединяет функции храма и приходского дома, в связи с чем в нём имеются помещения как богослужебного, так и бытового назначения. Обычно это зал для проведения собраний, библиотека и комната для проведения совещаний служителей церкви. Также, в зависимости от необходимости, пожеланий церкви и размеров строения, могут быть следующие помещения:
- баптистерий;
- комнаты для занятий и собраний различных групп прихожан, в том числе воскресной (субботней) школы;
- комната для гостей (гостиная);
- квартира служителя церкви;
- столовая и кухня;
- санузел;
- лавка христианской литературы;
- комната матери и ребёнка;
- помещения для аренды различными христианскими миссиями и организациями.

Ряд евангельских деноминаций разработал типовые проекты молитвенных домов. Так, христианская церковь «Маранафа» (Бразилия) имеет завод по производству сборных молитвенных домов.